# Llei de Chargaff

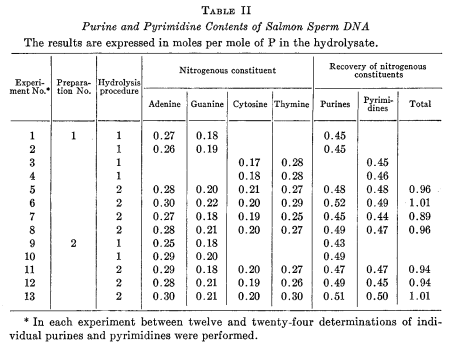
Resultats de Chargaff amb esperma de salmó on s'observa les semblants proporcions entre Adenina i Timina i Citosina i Guanina.

La Llei de Chargaff o Regla de Chargaff, formulada per Erwin Chargaff a finals dels anys 1940, tracta sobre la relació quantitativa de les bases nitrogenades que formen l'ADN en forma de nucleòtids. Va ser una de les bases de James Watson i Francis Crick per a postular la teoria de la doble hèlix de l'ADN.

## Primera llei de la paritat
La llei de Chargaff estableix que la quantitat de bases Adenina (A) és igual a la quantitat de Timina (T), i la quantitat de bases Guanina (G) és igual a la quantitat de Citosina (C). De manera que la suma de bases nitrogenades púriques (A i G) és igual a la suma de les pirimidíniques (T i C). Així s'estableix la complementarietat de les bases nitrogenades en l'ADN.

## Segona llei de la paritat
Els estudis de Chargaff també van establir que la proporció de bases nitrogenades era semblant en els diferents òrgans d'un mateix organisme, però que aquestes proporcions eren específiques i diferents per a cada espècie. Aquests resultats refutaven creences prèvies que afirmaven que l'ADN era la repetició de les quatre bases amb una monotonia i sense cap altra rellevància. Des d'aleshores, la comunitat científica va començar a creure que era en l'ADN i no en les proteïnes on es determinava l'especificitat molecular biològica dels organismes.

### Obres referenciades
- Chargaff, Erwin; Lipshitz, Rakoma; Green, Charlotte; Hodes, M. E. «The composition of the desoxyribonucleic acid of salmon sperm» (en anglès). Journal of Biological Chemistry, núm. 192, 25-04-1951 [Consulta: 8 abril 2013].